# Приятне Свідання
Прия́тне Свіда́ння (крим. Prıyatne Svidannya) — село в Україні, у Бахчисарайському районі Автономної Республіки Крим. Підпорядковане Поштівській селищній раді. Розташоване на півночі району.
Відстань від райцентру до населеного пункта становить 17 кілометрів по прямій.
У 2023 році у проєкті Постанови Верховної Ради України «Про перейменування деяких населених пунктів Автономної Республіки Крим» село запропоновано перейменувати на Аджи-Біке.

## Населення
За даними перепису населення 2001 року, у селі мешкало 428 осіб. Мовний склад населення села був таким:
| Мова              | Число ос. | Відсоток |
| ----------------- | --------- | -------- |
| українська        | 52        | 12,15    |
| російська         | 249       | 58,18    |
| кримськотатарська | 118       | 27,57    |
| білоруська        | 2         | 0,47     |